# Félix Tagawa
Pour les articles homonymes, voir Tagawa (homonymie).
Félix Tagawa est un footballeur caledonien, évoluant au poste d'attaquant au sein du club de l'AS Dragons. C'est actuellement le recordman de buts en sélection tahitienne avec quatorze buts inscrits.

## Biographie
Né en 1976, Tagawa est formé au Club de la JS BACO et au club de l'AS Vénus, avec qui il participe au championnat tahitien de première division entre 1999 et 2003. Fort de ses bons résultats avec le club de Mahina, il est transféré aux Brisbane Strikers, un club de la A-League australienne. Il reste six mois à Brisbane, avec qui il termine à la dixième place du championnat avant de rejoindre Adelaide United. Sous le maillot des Reds, il atteint la petite finale du championnat lors de la saison 2003-2004. En 2004, il retourne en Polynésie française où il porte les couleurs du club de l'AS Dragon de Papeete. Avec le club, il est sacré champion de Tahiti en 2012. Il choisit de mettre un terme à sa carrière sur ce titre en raccrochant les crampons en juillet 2012.
Tagawa compte à ce jour 22 sélections en équipe nationale tahitienne. Il est appelé pour la première fois en sélection à l'âge de 25 ans, le 4 juin 2001 face au Vanuatu, dans le cadre des éliminatoires pour la Coupe du monde 2002. Entre juin 2001 et juillet 2003, il réussit à inscrire quatorze buts en équipe nationale, un record pour le moment inégalé. Sa dernière sélection remonte au 6 juin 2004, à nouveau face au Vanuatu, lors des éliminatoires pour la Coupe du monde 2006.

## Palmarès
- Championnat de Tahiti :
  - Vainqueur en 2012 avec l'AS Dragon